# Watford (metrostation)
Watford is een station van de metro van Londen aan de Metropolitan Line. Het metrostation, dat in 1925 is geopend, ligt in de wijk Watford.

## Geschiedenis
In het begin van de 20e eeuw bereidde de Metropolitan Railway (MR) haar net uit tot in Hertfordshire en Buckinghamshire met het idee dat een goede verbinding met de binnenstad zou leiden tot nieuwe woonwijken en daarmee nieuwe klanten. De MR was ook van plan een verbinding te maken met Watford en plande een aftakking vanaf Moor Park via Croxley. De MR kocht een stuk land van het Gonville en Caius College, Cambridge langs de geplande route, en in 1912 werd parlementaire goedkeuring voor de tak verleend. Het project werd echter vertraagd door meningsverschillen met de Watford Borough Council over het traject dat MR tot in het centrum van Watford wilde laten lopen.
De oorspronkelijke plannen van de MR uit 1912 voorzagen in een lijn die door het Cassiobury Park zou doorlopen naar een gebied dat plaatselijk bekend staat als 'The Wilderness' bij Hempstead Road op de noordkop van de High Street. In 1938 werd daar het West Herts College gebouwd en ook het gemeentehuis en de bibliotheek zijn daar gevestigd. Watford Council had kort te voren een deel van het Cassiobury Estate gekocht en maakte bezwaar tegen de voorgestelde spoorlijn door het stadspark en de recreatietuinen zodat het laatste deel van de geplande route werd geschrapt en de lijn eindigde bij het station aan de Cassiobury Park Avenue. Als gevolg van het uitbreken van de Eerste Wereldoorlog in 1914 werd de bouw opgeschort en de bouw van de 4,0 km lange tak begon pas in 1922. De MR ondervond moeilijkheden bij de aanleg van de lijn over de Gade en het Grand Junction Canal, hetgeen de kosten opdreef tot £ 300.000.
In 1915 kwam de marketing afdeling van de MR met het begrip Metroland waarmee ze Londenaren voorhield dat ze dankzij de nieuwe spoorlijn in een landelijke omgeving konden wonen met gemakkelijk vervoer naar het centrum van Londen. Metrostation Watford werd geopend op 2 november 1925, waarbij MR elektrisch naar Baker Street reed en de LNER de eerste paar maanden met stoomtreinen naar Marylebone. De Watford Observer schreef bij de opening dat het nieuwe station "waarschijnlijk een veel groter effect op de stad zou hebben dan op dit moment wordt gerealiseerd. Net zoals handel de vlag volgt, volgt de bevolking de spoorweg". Affiches die in 1925 door de MR werden gepubliceerd, waarin de nieuwe route "met de metro naar Watford" werd aangeprezen, beeldden Watford High Street af op marktdag, en daarmee werd de afgelegen locatie van het station verhuld.
In 1927 diende zich een kans aan om de lijn, zij het via een andere route, alsnog door te trekken naar het centrum van Watford. Via een derde partij kon MR een bestaand gebouw aan Watford High Street 44 kopen, samen met twee en een halve hectare achterland, met de bedoeling een eindpunt in het stadscentrum te bouwen. De mogelijkheden voor een enkelsporige tunnel, hetzij vanaf het bestaande station of via een andere route om het station heen - werden onderzocht, maar de kosten waren extreem hoog en er werd geen parlementaire goedkeuring gevraagd. Het gebouw aan High Street werd verhuurd en werd uiteindelijk in 1936 door London Transport van de hand gedaan, zodat metrostation Watford-station ongeveer 1,6 kilometer van het stadscentrum, het eindpunt van de MR bleef.

## Ligging en inrichting
Het station bevindt zich in de wijk Cassiobury van Watford bij de kruising van Cassiobury Park Avenue met de Metropolitan Station Approach, vlakbij twee van de ingangen van Cassiobury Park. Het stationsgebouw is ontworpen door de huisarchitect van de Metropolitan Railway, Charles Walter Clark, in de op Arts and Crafts gebaseerde metroland-stijl. Het is opgetrokken uit rode baksteen met een schilddak met dakpannen, hoge bakstenen schoorstenen en houten schuiframen en openslaande ramen. De hoofdingang ligt onder een veelhoekige metalen luifel die wordt ondersteund door twee Dorische zuilen. Het interieur uit 1925 is grotendeels behouden en is afgewerkt met antieke tegels en hardhouten panelen. Aan de spoorzijde is de stationshal met een brede vaste trap verbonden met het lager gelegen eilandperron. Door het hoogteverschil is het theoretische mogelijk om de sporen onder het gebouw door te trekken. Behalve de twee sporen langs het perron liggen aan de buitenzijden nog twee sporen die gebruikt worden als opstelspoor.

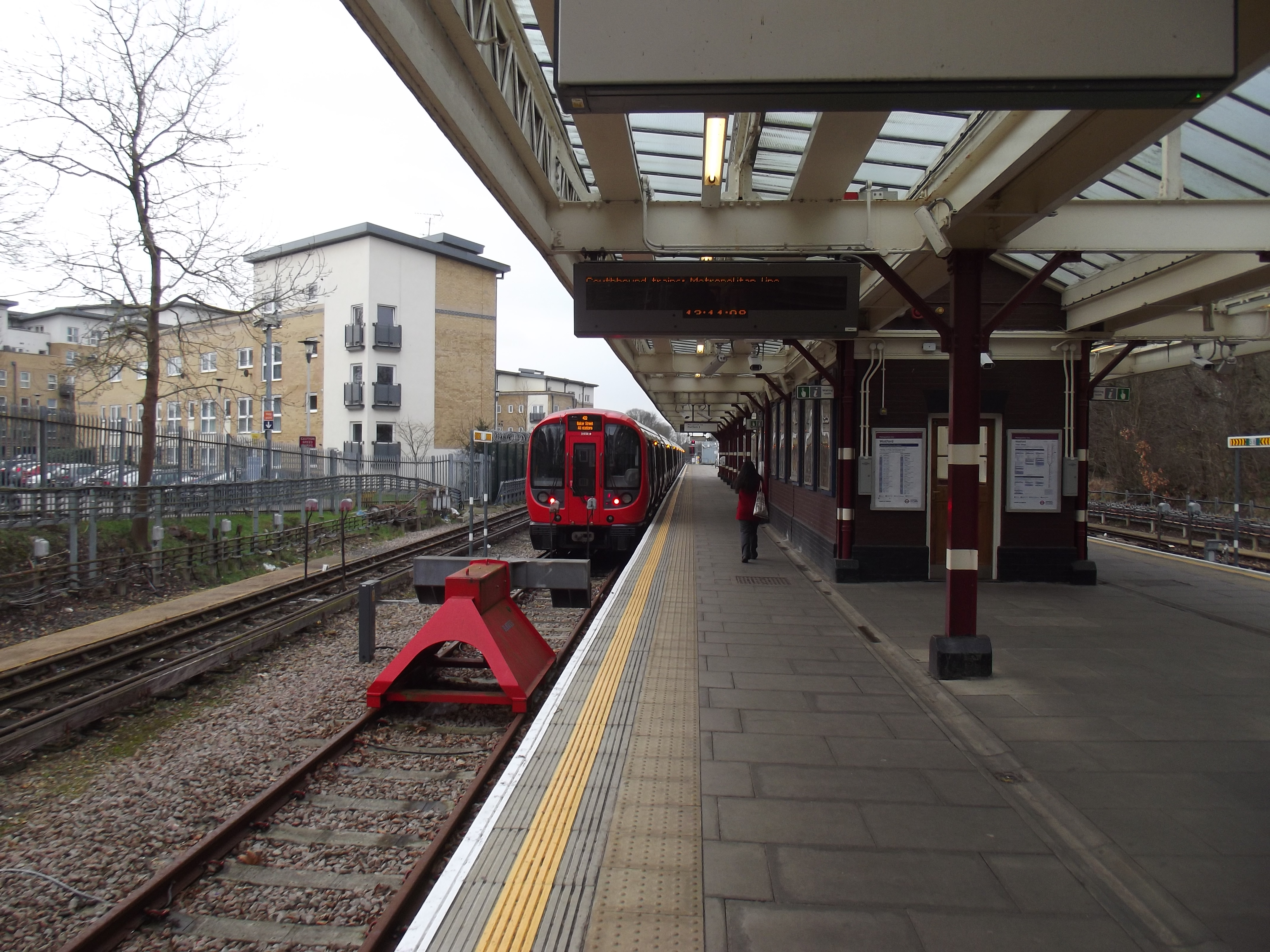
S-stock langs het perron in Watford.
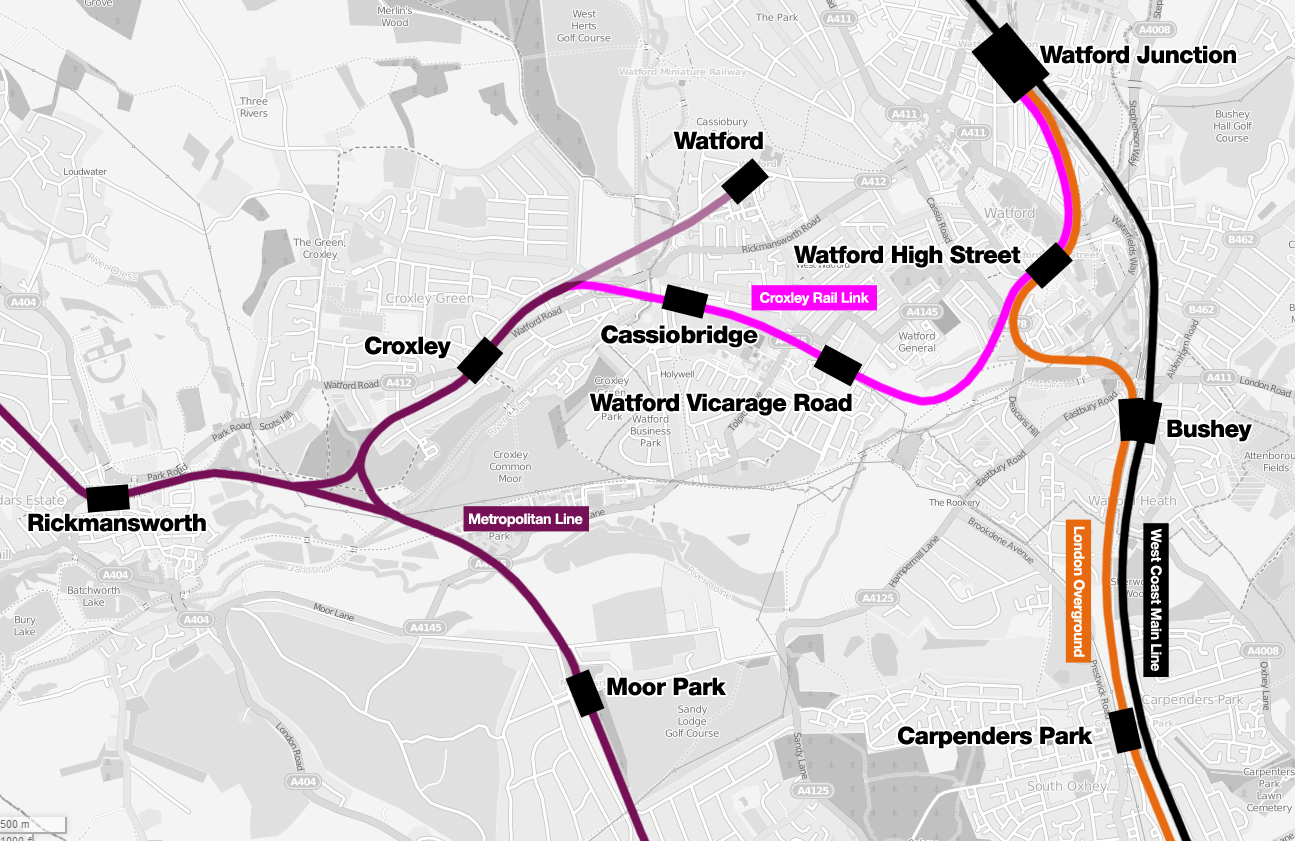
De plannen voor de Croxley rail link.

## Reizigersdienst
Jarenlang onderhield de MR een busdienst vanaf de High Street in een poging meer passagiers te krijgen, maar in tegenstelling tot de voorspellingen van de Watford Observer bleef de klantenkring beperkt. De reizigersstroom van MR in Watford stak ongunstig af tegen die van de diensten naar het centrum van Londen die aangeboden werden door de LMS en de Baker Street and Waterloo Railway vanaf Watford Junction en Watford High Street en na de algemene staking van 1926 trok de LNER zich terug uit de samenwerking met de MR. Toen Travelcard- zones in 1984 werden geïntroduceerd door London Regional Transport, bevond het station zich in Zone B, in 2004 verhuisde het naar Zone A en in 2008 naar zone 7.
Volgens gegevens die in 2010 zijn verzameld, is het het 25e minst gebruikte station van de Londense metro. Sinds december 2011 rijden tijdens de daluren vier metro's per uur naar Baker Street, tijdens de spits rijdt een aantal metro's door naar Aldgate.

## Croxley Rail Link
De plannen uit 1912 om de lijn verder door te trekken naar het centrum van Watford zijn nooit echt opgegeven en rond 1994 blies London Regional Transport (LRT) het plan nieuw leven in toen voorstellen werden gedaan om de lijn naar Watford Junction te laten lopen. De geprojecteerde route werd getoond op een aangepaste versie van de metrokaart voor interne planningsdoeleinden die in dat jaar werd gedrukt. Dit project, bekend als de Croxley Rail Link , omvatte het verbinden van de Metropolitan-line met de in onbruik geraakte Watford en Rickmansworth Railway- lijn en het herstellen van de Croxley Green-tak naar Watford High Street. Deze lijn uit 1912 werd in 1996 gesloten wegens het geringe aantal reizigers. Hoewel ze zeer dicht bij de Metropolitan Line liep (op het dichtstbijzijnde punt ongeveer 200 meter verderop), waren de twee lijnen nooit met elkaar verbonden. Het plan was om de twee lijnen te verbinden via een kort viaduct. Het Croxley Rail Link-project zou betekenen dat metrostation Watford zou worden gesloten zodra de Metropolitan Line een nieuw eindpunt zou hebben op station Watford Junction. Op 14 december 2011 werd het project goedgekeurd door het ministerie van Transport tegen een verwachte kostprijs van £ 115,9 miljoen met een voorgestelde opleveringsdatum van januari 2016 die later werd verschoven tot 2020.
De geplande sluiting van metrostation Watford stuitte op bezwaren van buurtbewoners en actievoerders bepleitten dat het station open zou blijven met een beperkte pendeldienst. Een verslag uit 2012 van de vervoerswaakhond London TravelWatch concludeerde dat de opening van nieuwe stations langs de route het eventuele ongemak als gevolg van de sluiting zou verminderen en dat een minderheid van de reizigers een langere reistijd van meer dan 15 minuten zou ervaren. Het adviseerde ook om een proef met een pendeltrein uit te voeren en om in geval van sluiting een busdienst tussen Cassiobury en een van de nieuwe stations te beginnen.
In 2016 en 2017 werd het project evenwel voor onbepaalde tijd stilgelegd na zware kostenoverschrijdingen. Er is geen definitieve beslissing over een nieuwe opleverdatum genomen.